# Davis Drewiske
Davis Drewiske (* 22. November 1984 in Hudson, Wisconsin) ist ein US-amerikanischer Eishockeyspieler, der seit Juli 2015 bei den Philadelphia Flyers in der National Hockey League unter Vertrag steht und parallel für deren Farmteam, die Lehigh Valley Phantoms, in der American Hockey League spielt.

## Karriere
Davis Drewiske begann seine Karriere als Eishockeyspieler bei den Des Moines Buccaneers, für die er in der Saison 2003/04 in der United States Hockey League aktiv war. Anschließend spielte er vier Jahre lang für die Mannschaft der University of Wisconsin–Madison, ehe er gegen Ende der Saison 2007/08 sein Debüt im professionellen Eishockey für die Manchester Monarchs aus der American Hockey League gab. Daraufhin erhielt er am 1. April 2008 als Free Agent einen Vertrag bei den Los Angeles Kings, für die er in der Saison 2008/09 erstmals in der National Hockey League zum Einsatz kam. Dabei gab er in 17 Spielen drei Vorlagen. Den Großteil der Spielzeit verbrachte er allerdings bei deren Farmteam aus der AHL, den Manchester Monarchs. Sein erstes Tor in der NHL erzielte der Linksschütze am 6. Oktober 2009 beim 6:4-Sieg über die San Jose Sharks. In der Saison 2011/12 gewann er mit den Kings den Stanley Cup und wurde auch auf der Trophäe verewigt, obwohl er in der regulären Saison nur neun Spiele absolviert hatte.
Am 2. April 2013 wurde er zu den Montréal Canadiens transferiert. Dort kam er bis zum Saisonende auf 9 NHL-Einsätze, verbrachte die folgenden zwei Saisons jedoch ausschließlich bei den Hamilton Bulldogs in der American Hockey League. Im Juli 2015 wechselte er als Free Agent zu den Philadelphia Flyers bzw. zu deren Farmteam, den Lehigh Valley Phantoms.

## Erfolge und Auszeichnungen
- 2012 Stanley-Cup-Gewinn mit den Los Angeles Kings

## Karrierestatistik
Stand: Ende der Saison 2014/15
(Legende zur Spielerstatistik: Sp oder GP = absolvierte Spiele; T oder G = erzielte Tore; V oder A = erzielte Assists; Pkt oder Pts = erzielte Scorerpunkte; SM oder PIM = erhaltene Strafminuten; +/− = Plus/Minus-Bilanz; PP = erzielte Überzahltore; SH = erzielte Unterzahltore; GW = erzielte Siegtore; 1 Play-downs/Relegation; Kursiv: Statistik nicht vollständig)